# Koninklijke Groenenhoek Sport
Koninklijke Groenenhoek Sport is een Belgische voetbalclub, gevestigd aan de Ruimtevaartlaan in Deurne, ten noorden van de Internationale Luchthaven Antwerpen. De club is in 1929 opgericht in de wijk Groenenhoek te Berchem. Na meerdere verhuizingen kreeg Groenenhoek in 1971 een vaste locatie op een terrein langs de luchthaven. In 1996 moesten wel enkele velden worden afgestaan ten behoeve van de luchthaven. In 2005 moest Groenenhoek uiteindelijk geheel verhuizen naar de andere kant van de luchthaven vanwege de aanleg van een weg. In 2006 kreeg de club te horen dat ze wederom moesten verhuizen, maar nu vanwege een uitbreiding van de veiligheidszone rondom de startbaan van de luchthaven; uiteindelijk ging deze verhuizing niet door.
In 2013 kreeg de club een kunstgrasveld.
Groenenhoek heeft twee velden: één met echt gras en een met kunstgras. Groenenhoek telt meer dan 500 leden en 26 voetbalploegen, waaronder verschillende vrouwenploegen.